# 이리 폭격
이리 폭격은 1950년 7월 11일과 7월 15일 미군이 이리역(현 익산역) 일대를 폭격한 사건이다.
1950년 7월 11일 오후 2시, 미군 B24 중폭격기 2대가 선회하며 이리역 일대를 1차 폭격해 이리역과 민가 50여 채가 파괴되었다. 1차 폭격이 끝나고 10분 후 미군은 변전소와 전라선 주변에 2차 폭격을 가했다. 4일 후인 7월 15일 미군 전투기 4대가 폭격으로 파괴된 곳을 치우던 사람들에게 다시 폭격을 하고 기총소사를 했다.
이리역의 소재지인 익산시청이 1999년 12월까지 피해자 신고접수를 받고 유족회가 자체적으로 조사해 파악한 피해인원은 사망자 78 명, 중상자 10여 명이며, 당시 피해자들의 증언과 정부와 대한민국 철도청의 공식문서에 기록된 내용을 보면 사망자는 신원미상을 포함해 약 400여 명에 이를 것으로 추정되고 있다.
도올 김용옥 교수의 <제주 4.3와 여순>관련 출판물 뒷부분 년표에도 당시 피해 관련 사항이 기록되어 있다. 